# Iakhrenga
 (juin 2024).
Iakhrenga (en russe : Яхреньга) est un hameau du raïon de Podossinovets de l'oblast de Kirov en Russie européenne. Sa population s'élevait à 479 habitants au recensement de 2010.

## Géographie
Iakhrenga est située dans l'oblast de Kirov, un sujet de la Russie, dans le district fédéral de la Volga. Le hameau se trouve dans le raïon de Podossinovets, un raïon du centre de l'oblast,. 
Iakhrenga, comme tout l'oblast de Kirov, est située dans le fuseau horaire MSK (heure de Moscou). Le décalage horaire appliqué par rapport au temps universel coordonné est +03:00.

## Démographie
Recensements (*) et estimations de la population,:
| 2002 * | 2010* | - | - |
| ------ | ----- | - | - |
| 533    | 468   | - | - |

## Culture locale et patrimoine
Le hameau possède l'église de l'Épiphanie (1760-1764), qui est classée comme objet patrimonial culturel de Russie d'importance régionale sous le no 431710864850005 depuis 1983.